# اندارا
اندارا یک روستا و دهستان در استان آلیکانته، بخش خودمختار والنسیا، اسپانیا است. این منطقه مساحتی معادل ۱۰٫۴۱ کیلومتر مربع (۴٫۰۲ مایل مربع) را پوشش می‌دهد و در سال ۲۰۲۴ جمعیتی معادل ۷۳۰۸ نفر داشته است.